# باشگاه فوتبال اودون تانی
باشگاه فوتبال اودون تانی (به تایلندی: สโมสรฟุตบอลจังหวัดอุดรธานี‌) یک باشگاه نیمه حرفه‌ای فوتبال واقع در اودون تانی در کشور تایلند می‌باشد که در لیگ دسته دوم منطقه‌ای فوتبال تایلند بازی می‌کند.
این باشگاه در سال ۱۹۹۹ میلادی بنیان‌گذاری شده است.